# Calathaemon holthuisi
Calathaemon holthuisi е вид ракообразно от семейство Palaemonidae. Видът е застрашен от изчезване.

## Разпространение
Разпространен е в САЩ (Тексас).